# Aporosa confusa
Aporosa confusa är en emblikaväxtart som beskrevs av Andrew Thomas Gage. Aporosa confusa ingår i släktet Aporosa och familjen emblikaväxter. Inga underarter finns listade i Catalogue of Life.